# 丘鈦科技
丘鈦科技（集團）有限公司，簡稱丘鈦科技（集團）和丘鈦科技（英語：Q Technology (Group) Company Limited，港交所：1478），在2007年，由何宁宁（主席），於昆山（總部）創立「昆山丘鈦微電子科技有限公司」。
首席執行官為楊培坤。業務在中國內地經營从事设计、研发、制造及销售科技所用摄像头模组。
股份在2014年12月2日於港交所主板上市。招股價為2.79港元，全球發行新股為250,000,000股，集資額為6.64億港元。

## 連結
- qtechglobal.com（页面存档备份，存于）